# Route M03 (Ukraine)
La M03 est une route magistrale ukrainienne qui s'étend de la capitale Kiev, jusqu'à la frontière entre la Russie et l'Ukraine,.

## Description
La M03 fait partie de la route européenne 40 de Kiev à Debaltseve puis elle fait partie de la route européenne 50 de Debaltseve jusqu'à la frontière entre la Russie et l'Ukraine.
En Russie elle est prolongée par la A270. 
Avec ses 844 kilomètres la M03 est la plus longue route internationale d'Ukraine.

## Tracé
| Km     | Agglomérations | Carte interactive |
| ------ | -------------- | ----------------- |
| 0 km   | Kiev           |                   |
| 51 km  | Boryspil       |                   |
| 90 km  | Berezan        |                   |
| 118 km | Iahotyn        |                   |
| 166 km | Pyriatyn       |                   |
| 208 km | Loubny         |                   |
| 247 km | Khorol         |                   |
| 316 km | Rechetylivka   |                   |
| 352 km | Poltava        |                   |
| 398 km | Tchoutove      |                   |
| 436 km | Valky          |                   |
| 489 km | Kharkiv        |                   |
| 547 km | Tchouhouïv     |                   |
| 633 km | Izioum         |                   |
| 685 km | Slowjansk      |                   |
| 727 km | Bakhmout       |                   |
| 800 km | Debaltseve     |                   |
| 847 km | Luhansk        |                   |
| 855 km | Antratsyt      |                   |
| 859 km | Frontière      |                   |

## Galerie

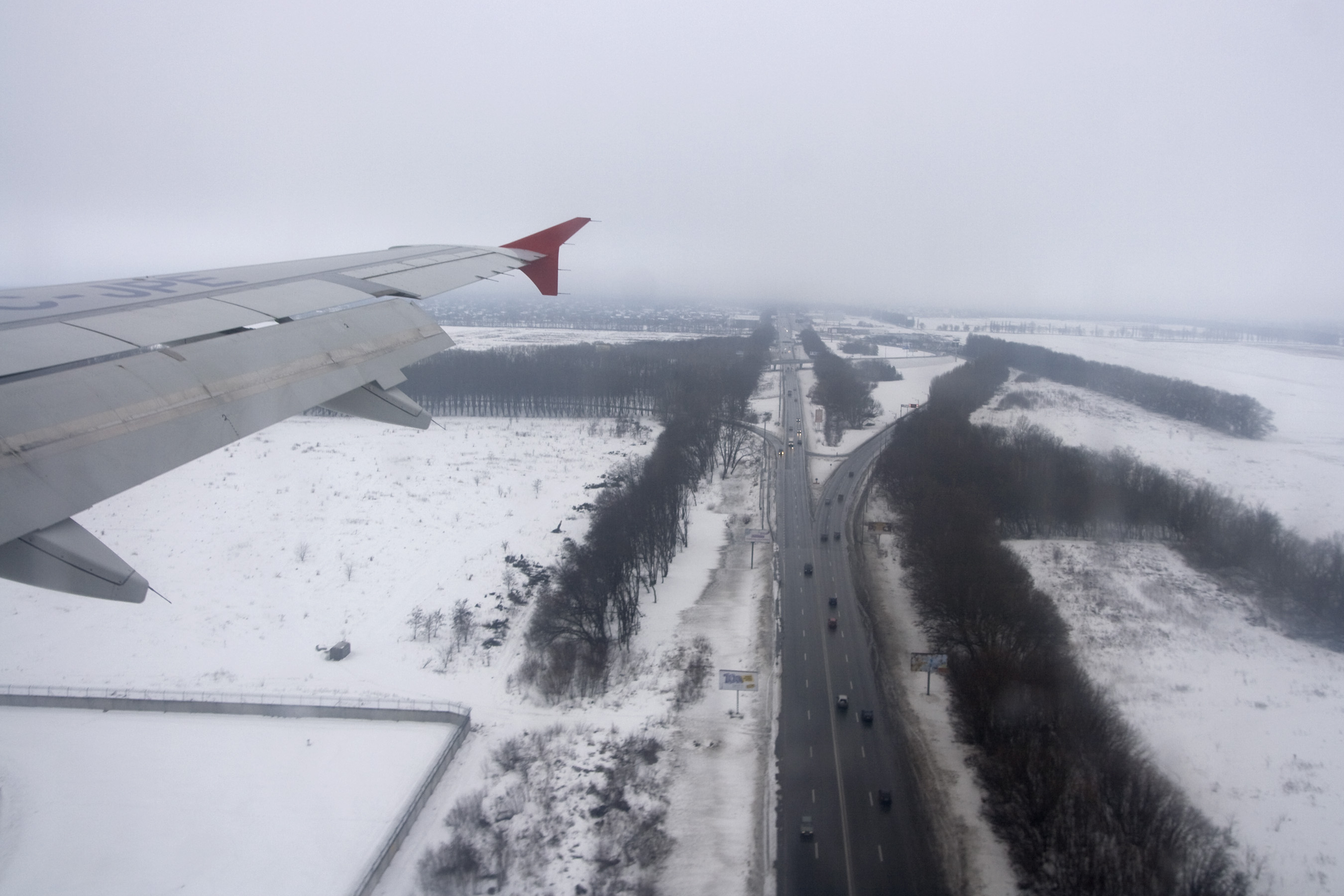
La M3 près de l'Aéroport de Kiev-Boryspil.
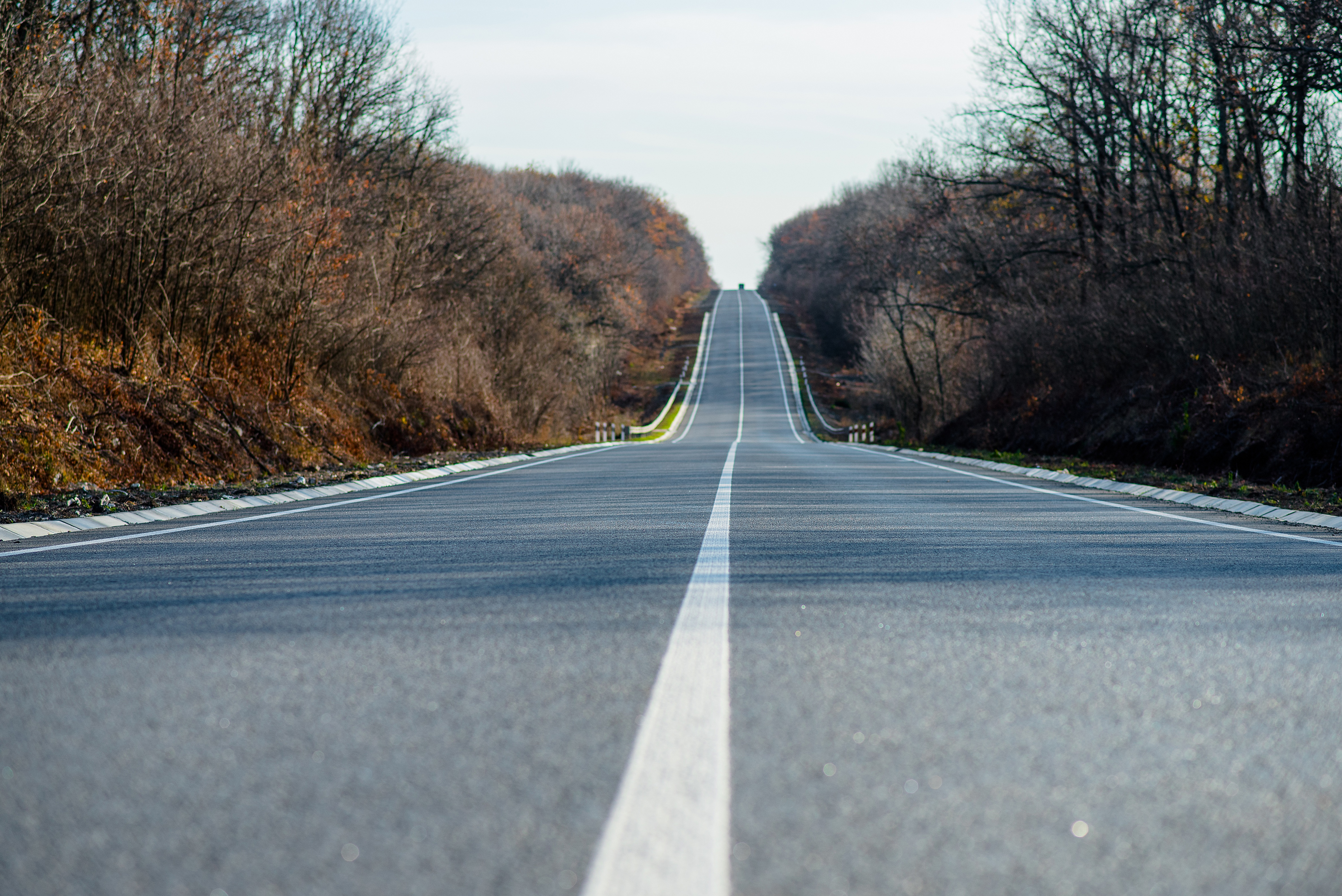
La M3 entre Kharkiv et Sloviansk.
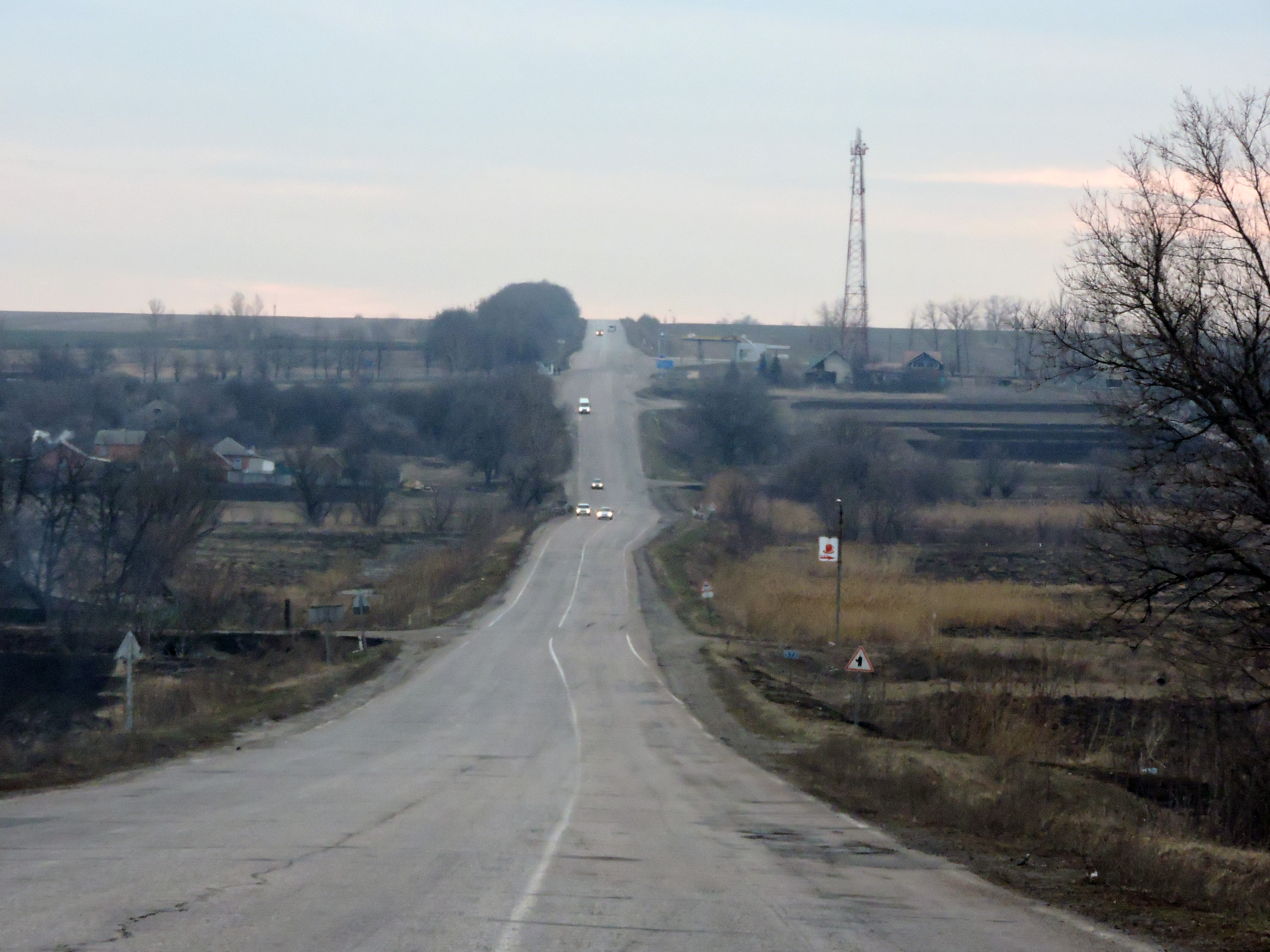
La M3 à Volokhiv Yar.